# Fächer-Paradieselster
Die Fächer-Paradieselster (Astrapia nigra), auch Fächer-Astrapia oder Schwarzkehl-Paradiesvogel genannt, ist eine Vogelart aus der Familie der Paradiesvögel (Paradisaeidae). Sie kommt ausschließlich in einem sehr kleinen Gebirgsgebiet im Westen von Neuguinea vor. Sie gehört zu den Paradiesvögeln, bei denen das Männchen ein stark verlängertes mittleres Steuerfederpaar aufweist. Dieses kann eine Länge von bis zu 75 Zentimeter erreichen. Die Lebensweise dieser in einem unzugänglichen Gebiet vorkommenden Art ist bislang wenig erforscht.
Die Bestandssituation der Fächer-Paradieselster wird von der IUCN als ungefährdet (least concern) eingestuft. Es werden keine Unterarten unterschieden.

## Beschreibung

### Körperbau und -maße
Die Männchen der Fächer-Paradieselster erreichen ohne das verlängerte mittlere Steuerfederpaar eine Körperlänge von 60 Zentimeter, wovon das Schwanzgefieder bis auf das verlängerte mittlere Steuerfedern eine Länge von 23,3 bis 27,2 Zentimeter hat. Inklusive diesen langen Schwanzfedern haben die Männchen eine Körperlänge von bis zu 76 Zentimeter, das Steuerfederpaar hat eine Länge von 51 bis 75,6 Zentimeter.
Die Weibchen haben gleichfalls ein sehr langes Schwanzgefieder, bei denen das mittlere Steuerfederpaar gleichfalls verlängert ist. Ohne das verlängerte, mittlere Steuerfederpaar erreichen sie eine Körperlänge von 50 Zentimeter. Davon entfallen 23 bis 30 Zentimeter auf das normale Schwanzgefieder. Das mittlere Steuerfederpaar erreicht bei ihnen eine Länge von 29 bis 33 Zentimeter. Der Schnabel hat eine Länge von 3,9 bis 4,3 Zentimeter. Gewichtsdaten für adulte Vögel liegen nicht vor.

### Männchen
Der gesamte Kopf ist samtschwarz mit einem sehr intensiven metallisch blauen oder bronzefarbenen bis violetten Glanz an Kopfseiten und auf dem Scheitel. Im Nacken sind die Federn außerdem auffällig verlängert und überlappen sich schuppenartig. Sie glänzen metallisch gelbgrünlich, blauviolett bis mauvefarben. Die Körperoberseite ist vom Mantel bis zu den Oberschwanzdecken rußig braunschwarz mit einem bronzefarbenen Schimmer. Die Flügel sind auf der Oberseite schwarzbräunlich und haben einen violetten Schimmer, der bei bestimmten Lichteinfall auch magentafarben oder bläulich ist. Das Schwanzgefieder ist schwarzbraun und schimmert blauviolett bis magenta. Der Schimmer ist besonders auf dem mittleren Steuerfederpaar ausgeprägt.
Der Bartstreif, das Kinn und die Kehle sind schwarz mit blauen bis magentafarbenen Schimmer. Auf der Vorderbrust sind die Federn leicht verlängert und sehr dicht. Sie sind samtschwarz mit einem matt kupferfarbenen Schimmer. Sie werden abgeschlossen von einem intensiv glänzenden bronzefarbenen Band, das an den Brustseiten entlang bis hinter die Augen verläuft. Bei bestimmten Lichtverhältnissen kann dieses Band auch limonengrün schimmern. Die übrige Körperunterseite ist dunkelgrün mit stark glänzenden Federspitzen, so dass dieser Körperteil geschuppt wirkt. Das Schwanzgefieder ist auf der Unterseite schwarzbraun mit leichtem Glanz. Der Schnabel ist glänzend schwarz, die Iris tief dunkelbraun, die Beine und Füße sind schwarzbraun.
In ihrem ersten Lebensjahr ähneln die Männchen den adulten Weibchen.

### Weibchen
Der gesamte Kopf und der Hals sind schwarz mit einem leichten metallisch blauen Schimmer. Die Körperoberseite ist vom Mantel bis zu den Oberschwanzdecken schwarzbraun mit glänzend blauem Schimmer auf dem Nacken und oberen Mantel. Die Flügeldecken sind auf der Oberseite bräunlich schwarz, die Arm- und Handschwingen sind ocker mit einem leicht anderen Braunton auf den äußeren Säumen der Federn. Das Schwanzgefieder ist auf der Oberseite dunkel schwarzbraun. Die Körperunterseite ist matt schwarzbraun. Die Körperpartie vom Bauch bis zu den Unterschwanzdecken ist etwas heller. Von der Brust bis zum Bürzel finden sich blassbraune Querstreifen, die auf der Brust sehr fein sind und in Richtung Bürzel zunehmend breiter werden.

## Verbreitung und Lebensraum

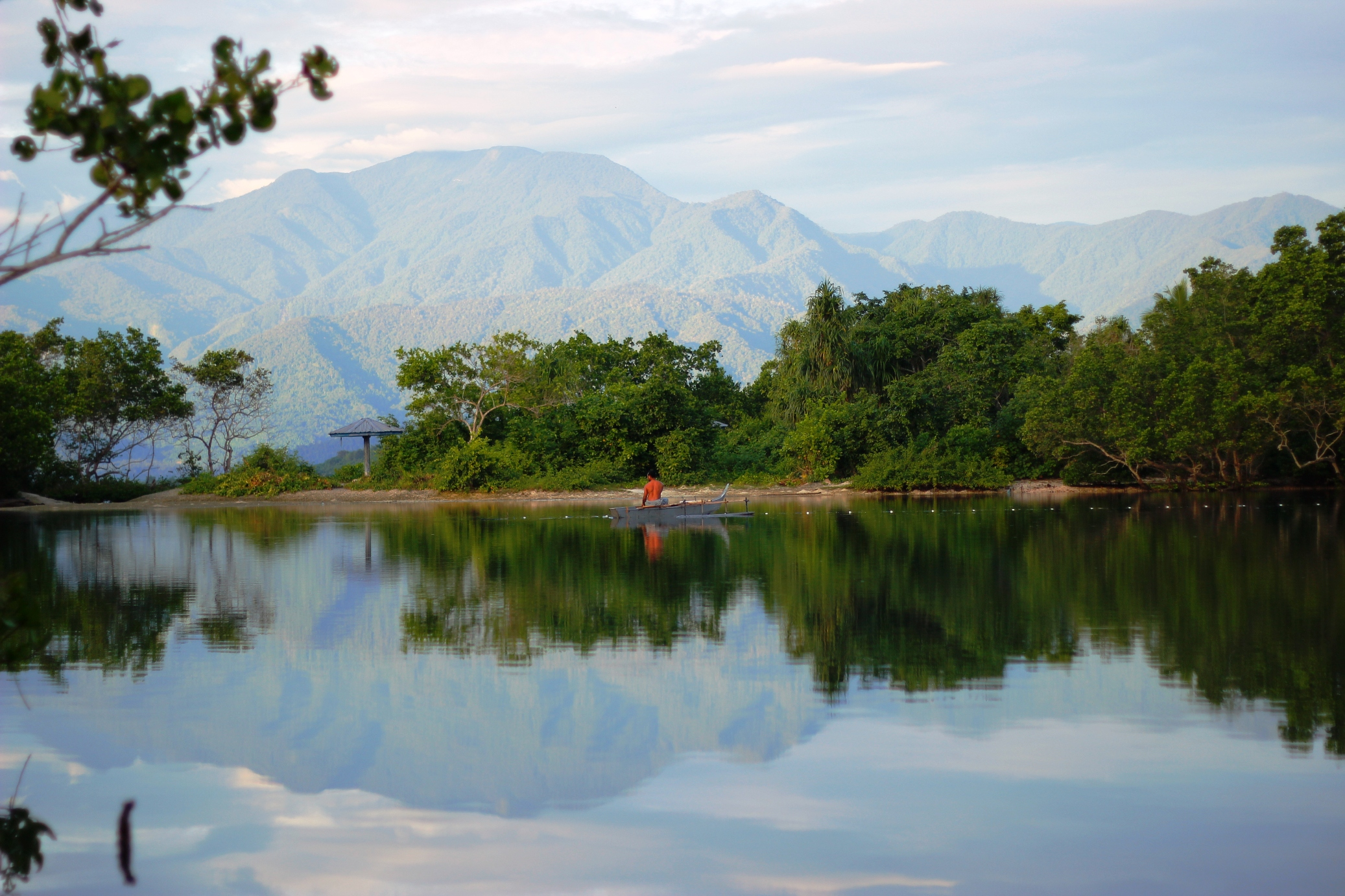
Das Arfakgebirge im Nordosten der Halbinsel Vogelkop

Das Verbreitungsgebiet ist auf den Vogelkop, eine große Halbinsel im Nordwesten Neuguineas in der indonesischen Provinz Papua Barat begrenzt. Alle Beobachtungen dieser Paradieselster stammen aus dem Arfakgebirge. Es gibt nur eine Beobachtung aus dem Tamraugebirge, das durch das Kebartal vom Arfakgebirge getrennt ist. Die Fächer-Paradieselster kommt hier in Höhenlagen zwischen 1700 und 2250 Metern vor. Sie besiedelt dort die Bergregenwälder.

## Lebensweise
Die Fächer-Paradieselster gehört zu den bislang wenig erforschten Paradiesvögeln. Über ihre Lebensgewohnheiten ist nahezu nichts bekannt – sie galt bis zum Ende des 20. Jahrhunderts als die am wenigsten erforschte Paradieselster. Sie wurde dabei beobachtet, dass sie Früchte von Pflanzen aus der Ordnung der Schraubenbaumartigen frisst. Ihre Nahrungsweise ist jedoch vermutlich wie die anderer Paradieselstern. Für die besser untersuchten Schmalschwanz-Paradieselster und die Stephanie-Paradieselster ist gesichert, dass sie sich zwar überwiegend von Früchten ernähren, daneben aber auch Wirbellose fressen.
Ebenso wie die Nahrungsweise ist auch die Fortpflanzung bislang nicht untersucht. Vermutlich ist sie aber wie andere Paradieselstern polygyn, das heißt, ein Männchen paart sich nach Möglichkeit mit mehreren Weibchen. Das Weibchen zieht allein und ohne Unterstützung durch einen Partnervögel groß.

## Einzelbelege
1. ↑   Handbook of the Birds of the World zur Fächer-Paradieselster, aufgerufen am 10. Juli 2017
2. 1 2  Frith & Beehler: The Birds of Paradise - Paradisaeidae. S. 252.
3. 1 2 3  Frith & Beehler: The Birds of Paradise - Paradisaeidae. S. 251.
4. ↑  Frith & Beehler: The Birds of Paradise - Paradisaeidae. S. 253.